# Malaguti Password
Der Malaguti Password ist ein mittelgroßer Motorroller, der von 2005 bis 2011 vom italienischen Motorradhersteller Malaguti hergestellt wurde.

## Modellgeschichte
Die Entwicklung des Fahrzeugs begann Ende 2003. Das gesamte Projekt kostete über 5 Millionen Euro und dauerte 18 Monate; im Mai 2005 wurde das Modell offiziell der Öffentlichkeit vorgestellt.
Der Verkauf startete sodann in Italien. Das Fahrzeug war nur mit Yamaha-Motor erhältlich (hergestellt in Italien von Minarelli). Er leistet 15,3 kW (20,8 PS) bei 7500/min und erfüllt die Norm Euro 2. Der Radstand misst 1484 mm. Die Räder sind 16 Zoll groß, die schlauchlosen Reifen haben die Dimensionen vorn 110/70/16 und hinten 140/70/16. Die Fahrzeugmasse beträgt 162 kg. Die Produktion endete im April 2011.